# Spermatogenèse

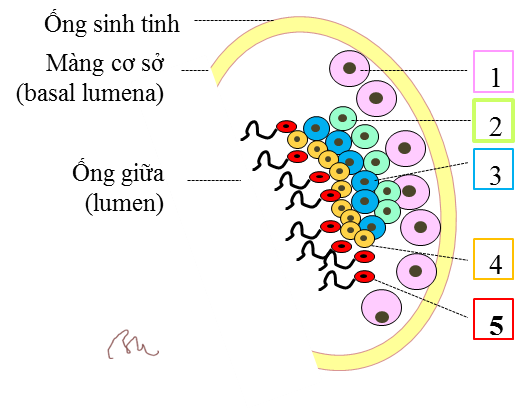
Spermatogenèse humaine.

La spermatogenèse désigne le processus de développement des spermatozoïdes, qui sont les gamètes mâles matures de nombreux organismes à reproduction sexuée. Il s'agit donc de la version masculine de la gamétogenèse, dont l'équivalent féminin est l'ovogenèse. C'est un processus complexe de différenciation, impliquant la prolifération et le renouvellement des cellules germinales, la méiose et la spermiogenèse.

## Mammifères
Chez les mammifères, la spermatogenèse se produit dans les tubes séminifères des testicules sous l'influence des cellules de Sertoli.